# Poecilomorpha trilineata
Poecilomorpha trilineata es una especie de coleóptero de la familia Megalopodidae.

## Distribución geográfica
Habita en Tanzania.